# Izoprén
Az izoprén egy szerves vegyület, a konjugált diének közé tartozó szénhidrogén. Színtelen folyadék. Illékony, forráspontja alacsony. Vízben oldhatatlan, de etanollal és dietil-éterrel korlátlanul elegyedik.

## Kémiai tulajdonságai
Az izoprén, mint konjugált dién a butadiénhez hasonló kémiai tulajdonságokkal rendelkezik. Polimerizációra hajlamos, ekkor poliizoprénné alakul át.

## Előfordulása, biológiai jelentősége
Számos, nagy biológiai jelentőségű vegyület szerkezete az izoprénre vezethető vissza. Ezek közé tartoznak az illóolajokban található terpének, a szteroidok, a karotinoidok, az A-vitamin. A klorofill illetve a tokoferol felépítésében részt vevő alkoholnak, a fitolnak is az izoprénre vezethető vissza a szerkezete. Ezek a vegyületek nem közvetlenül izoprénből épülnek fel, hanem izopentenil-pirofoszfátból történik a bioszintézisük. A természetben található kaucsuk, illetve a guttapercha az izoprén polimerjei (poliizoprének).

## Előállítása
Az izoprén egyik gyártásmódja propilénből indul ki. Ekkor a propilént először dimerizálják, majd az ekkor keletkező terméket (2-metil-1-pentént) izomerizálják. Az izomerizáció során képződő vegyületből (2-metil-2-pentén) hevítés hatására metán hasad le, izoprén keletkezik. Előállítható acetilénből és acetonból is, a belőlük keletkező termék redukciójával, majd víz kihasításával.

## Felhasználása
Az izoprén alapanyagként szolgál polimerek gyártásához. Polimerizációjával transz-poliizoprén állítható elő (más néven műkaucsuk) melynek tulajdonságai hasonlóak a cisz-poliizoprénhez, a természetes kaucsukhoz.